# Cygnus X-1

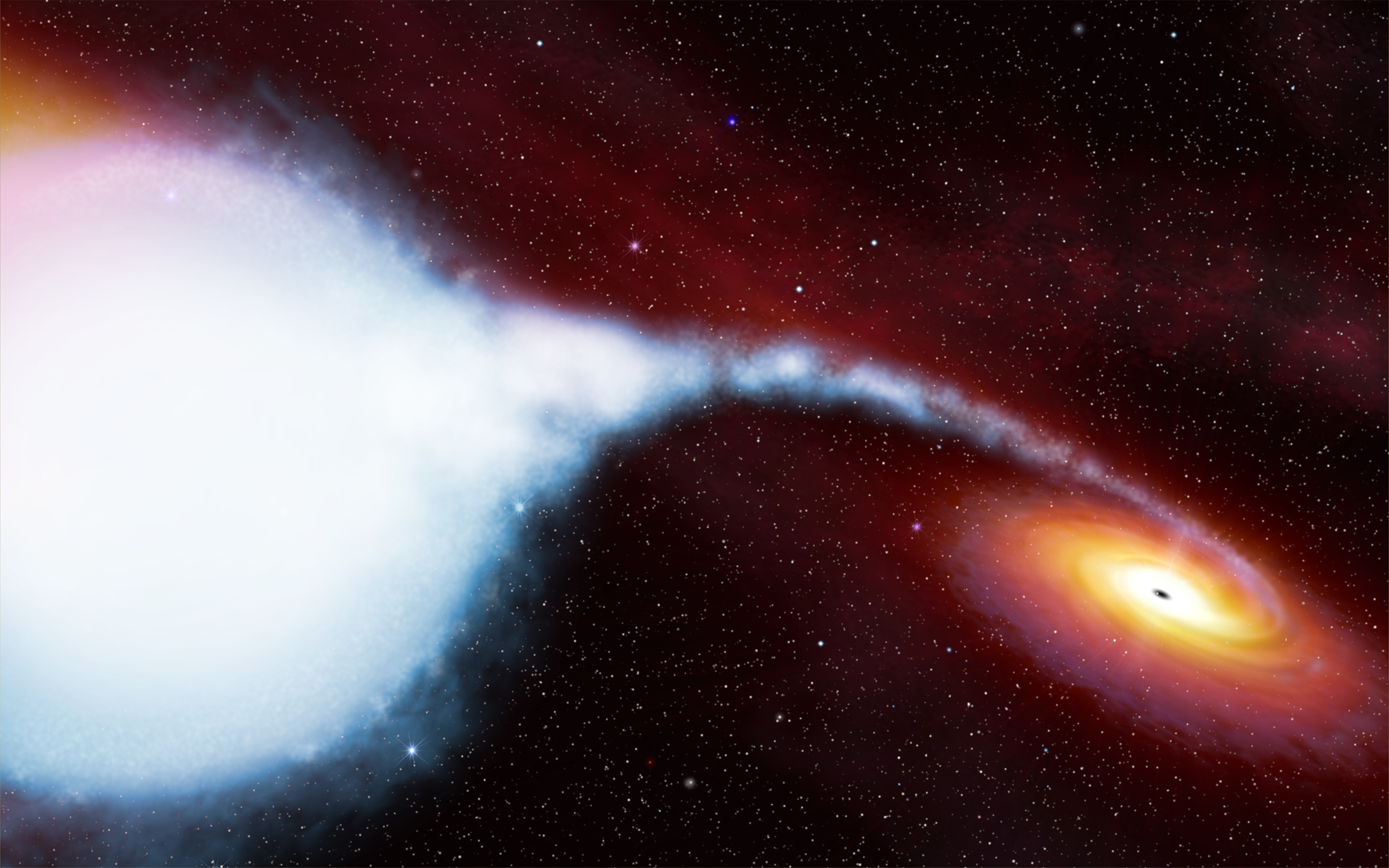
Representación artística del sistema binario HDE 226868 Cygnus X-1. (Ilustración ESA/Hubble)

Cygnus X-1 (abreviado como Cyg X-1) es un agujero negro que crea una fuente muy brillante de rayos X situada en la constelación del Cisne. Fue descubierto en 1964 desde un detector de rayos X a bordo de un cohete suborbital Aerobee lanzado desde el White Sands Missile Range. Cyg X-1 es muy variable pero en rayos X duros (rayos X con energía de más de 30 keV) suele ser la fuente más brillante del cielo.
Es un ejemplo clásico de una Binaria de Rayos X, sistemas compuestos por un objeto compacto, que puede ser un agujero negro o una estrella de neutrones, y una estrella compañera.  En el caso de Cygnus X-1, el objeto compacto es un agujero negro de 14.81±0.98{\displaystyle M_{\odot }} que orbita alrededor de la estrella supergigante azul HDE 226868 de magnitud aparente 8,9. Como en toda binaria de rayos X, no es el agujero negro el que emite los rayos X, sino la materia que está a punto de caer en él. Esta materia (gas y plasma) forma un disco de acrecimiento que orbita alrededor del agujero negro y alcanza temperaturas de millones de kelvin.
Cygnus X-1 constituye el primer caso en el que se pudo probar la presencia de un agujero negro.
Se observan también chorros de materia que se extienden desde unas unidades astronómicas hasta varios pársecs, donde colisiona con el medio interestelar y da lugar a un arco de emisión en el óptico. Para generar este arco, el chorro debe tener una potencia de 20000 veces la potencia de nuestro sol.[cita requerida]
El sistema se encuentra a unos 6000 años luz de la Tierra.

## Descubrimiento y observación

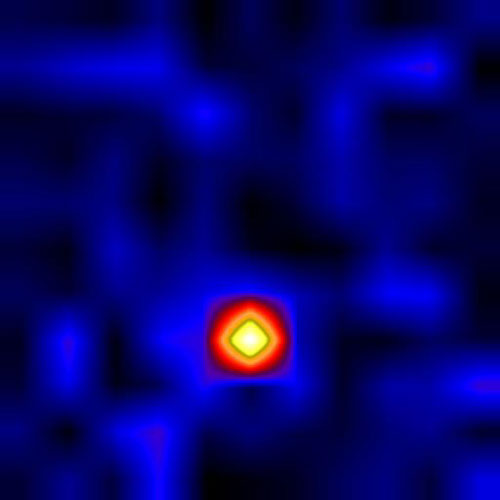
Imagen de rayos X de Cygnus X-1 tomada por un telescopio montado en un globo, el proyecto High-Energy Replicated Optics (HERO).

La observación de emisiones de rayos X permitió a los astrónomos estudiar fenómenos celestes que involucran gas con temperaturas de millones de grados. Sin embargo, debido a que las emisiones de rayos X son bloqueadas por la atmósfera terrestre, la observación de fuentes celestes de rayos X no es posible a menos que se eleven los instrumentos hasta alturas a las que penetren los rayos X. Cygnus X-1 fue descubierto utilizando instrumentos de rayos X que fueron llevados a bordo de un cohete espacial suborbital desde el White Sands Missile Range en Nuevo México. Como parte de un esfuerzo por localizar mejor estas fuentes, se realizó un cartografiado en 1964 usando dos cohetes suborbitales Aerobee. Los cohetes llevaban contadores Geiger para medir emisiones de rayos X en un rango de longitud de onda  1–15 Å en un sector de 8.4° del cielo. Estos instrumentos barrieron el cielo al ir rotando los cohetes, produciendo un mapa de mediciones estrechamente espaciadas.
Como resultado de estas mediciones, se descubrieron ocho nuevas fuentes de rayos X cósmicos, incluida Cyg XR-1 (posteriormente Cyg X-1) en la constelación de Cygnus. Las coordenadas celestes de esta fuente se estimaron como una ascensión recta de 19h53m y declinación 34.6°. No se asoció a ninguna fuente de radio u óptica especialmente destacada en esa posición.
Viendo la necesidad de realizar estudios de mayor duración, en 1963 Riccardo Giacconi y Herb Gursky propusieron el primer satélite orbital para estudiar fuentes de rayos X. La NASA lanzó su satélite Uhuru en 1970, que permitió descubrir 300 nuevas fuentes de rayos X. Las observaciones extendidas del Uhuru sobre Cygnus X-1 mostraron fluctuaciones en la intensidad de los rayos X que se producen varias veces por segundo. Esta rápida variación significaba que la generación de energía debía tener lugar en una región relativamente pequeña de aproximadamente 105km, ya que la velocidad de la luz restringe la comunicación entre regiones más distantes. Para comparar el tamaño, el diámetro del Sol es de aproximadamente 1,4x106km.
En abril-mayo de 1971, Luc Braes y George K. Miley del Observatorio de Leiden, e independientemente Robert M. Hjellming y Campbell Wade en el Observatorio Nacional de Radioastronomía, detectaron la emisión de radio de Cygnus X-1, y su posición de radio precisa señaló la fuente de rayos X a la estrella AGK2 +35 1910 = HDE 226868. En la esfera celeste, esta estrella se encuentra a medio grado de la estrella de 4.ª magnitud Eta Cygni. Se trata de una estrella supergigante que es incapaz de emitir por sí misma las cantidades observadas de rayos X. Por lo tanto, la estrella debe tener una compañera que pueda calentar el gas a los millones de grados necesarios para producir la fuente de radiación de Cygnus X-1.
Louise Webster y Paul Murdin, en el Observatorio Real de Greenwich, y Charles Thomas Bolton, trabajando de forma independiente en el Observatorio David Dunlap de la Universidad de Toronto, anunciaron el descubrimiento de un compañero masivo oculto de HDE  226868 en 1972. Las mediciones del desplazamiento Doppler del espectro de la estrella demostraron la presencia de la compañera y permitieron estimar su masa a partir de los parámetros orbitales. Basándose en la elevada masa predicha del objeto, conjeturaron que podría tratarse de un agujero negro, ya que la mayor estrella de neutrones posible no puede superar tres veces la masa del Sol.
Con nuevas observaciones que reforzaban las pruebas, a finales de 1973 la comunidad astronómica admitió en general que Cygnus X-1 era muy probablemente un agujero negro. Mediciones más precisas de Cygnus X-1 demostraron una variabilidad de hasta un solo milisegundo. Este intervalo es consistente con la turbulencia en un disco de materia acrecida que rodea a un agujero negro -el disco de acreción. Los estallidos de rayos X que duran alrededor de un tercio de segundo coinciden con el tiempo esperado de la materia que cae hacia un agujero negro.
Desde entonces, Cygnus X-1 se ha estudiado ampliamente mediante observaciones con instrumentos en órbita y en tierra. Las similitudes entre las emisiones de los binarios de rayos X como HDE 226868/Cygnus X-1 y los núcleos galácticos activos sugieren un mecanismo común de generación de energía que implica un agujero negro, un disco de acreción en órbita y jets asociados. Por esta razón, Cygnus X-1 se identifica entre una clase de objetos llamados microcuásares; un análogo de los cuásares, o fuentes de radio cuasiestelares, que ahora se sabe que son núcleos galácticos activos distantes. Los estudios científicos de los sistemas binarios como HDE 226868/Cygnus X-1 pueden conducir a una mayor comprensión de la mecánica de las galaxias activas.

## Sistema binario
El objeto compacto y la estrella supergigante azul forman un sistema binario en el que orbitan alrededor de su centro de masa cada 5,599829 días. Desde la perspectiva de la Tierra, el objeto compacto nunca va detrás de la otra estrella; en otras palabras, el sistema no se eclipsa. Sin embargo, la inclinación del plano orbital con respecto a la línea de visión de la Tierra sigue siendo incierta, con predicciones que oscilan entre 27° y 65°. Un estudio de 2007 estimó la inclinación en  48.0±6.8°, lo que significaría que el semieje mayor es de aproximadamente 0,2 UA, o el 20% de la distancia de la Tierra al Sol. Se cree que la excentricidad orbital es solo 0.0018±0.002, lo que significa una órbita casi circular. La distancia de la Tierra a este sistema es de aproximadamente 1,860 ± 120 parsecs (6,070 ± 390 años luz).

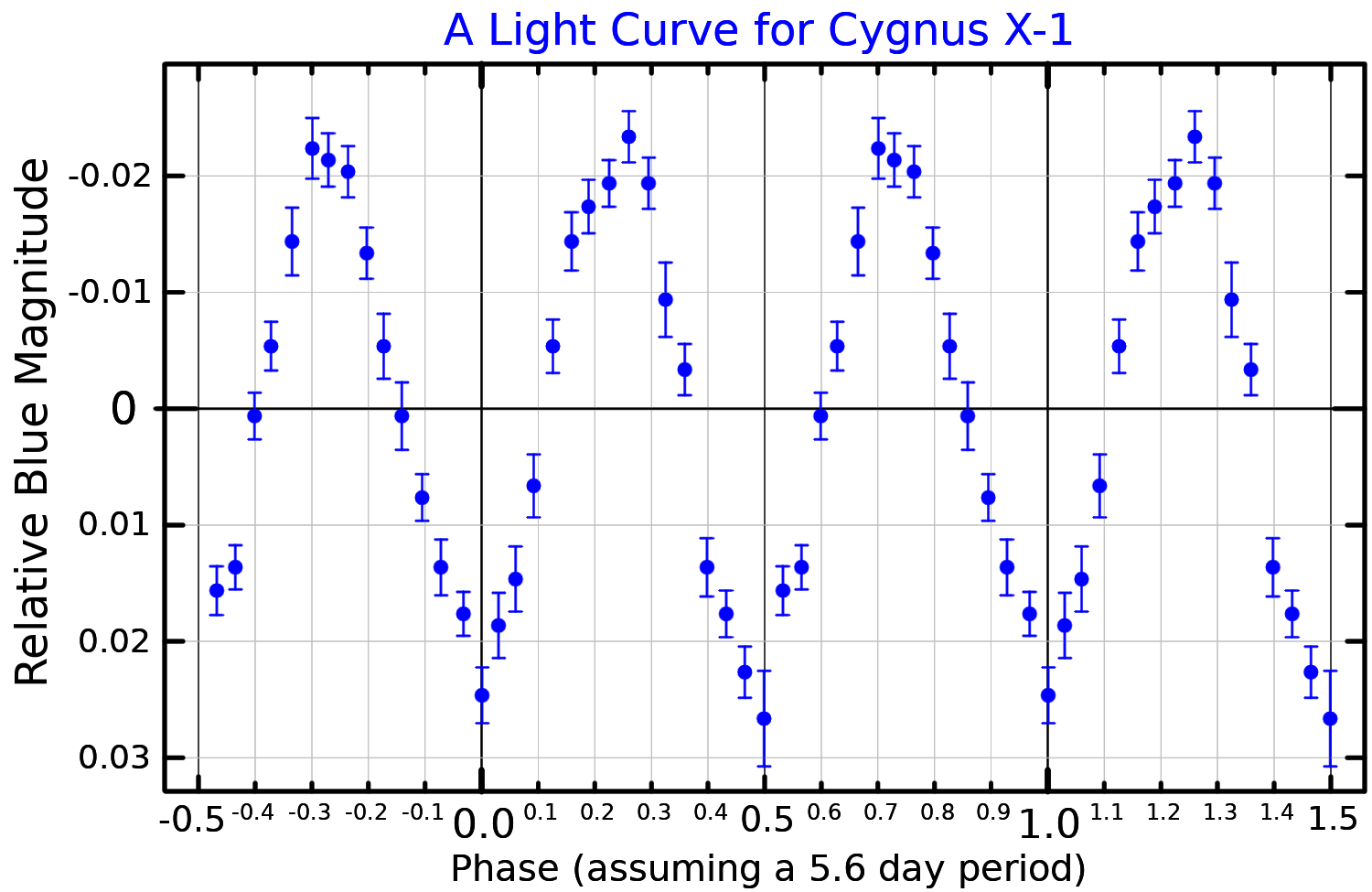
Una curva de luz en banda azul para Cygnus X-1, adaptada de Kemp et al. (1987)

El sistema HDE 226868/Cygnus X-1 comparte un movimiento común a través del espacio con una asociación de estrellas masivas llamada Cygnus OB3, que se encuentra a unos 2000 parsecs del Sol. Esto implica que HDE 226868, Cygnus X-1 y esta OB pueden haberse formado en la misma época y lugar. Si es así, la edad del sistema es de unos  5±1.5 millones de años. El movimiento de HDE 226868 con respecto a Cygnus OB3 es  9±3 km/s, un valor típico para el movimiento aleatorio dentro de una asociación estelar. HDE 226868 se encuentra a unos 60 parsecs del centro de la asociación y podría haber alcanzado esa separación en unos 7±2 millones de años-lo que coincide aproximadamente con la edad estimada de la asociación.
Con una latitud galáctica de 4° y longitud galáctica 71°, este sistema se encuentra hacia el interior a lo largo del mismo Espolón de Orión, en el que se encuentra el Sol dentro de la Vía Láctea, cerca de donde el espolón se acerca al Brazo de Sagitario. Se ha descrito que Cygnus X-1 pertenece al Brazo de Sagitario, aunque la estructura de la Vía Láctea no está bien establecida.